# 工人村街道 (阜新市)
工人村街道，是中华人民共和国辽宁省阜新市海州区下辖的一个乡镇级行政单位。

## 行政区划
工人村街道下辖以下地区：
伙南社区、伙北社区和一坑社区。